# Чазовский дом
Чазовский дом — неофициальное название жилого комплекса «Кардиолог». Жилой комплекс в районе Крылатское Западного административного округа города Москвы, расположенный по адресам ул. Осенняя, д.2 и д.4 корпус 1. Дом получил своё название по фамилии академика Е. И. Чазова, с 1976 года возглавлявшего Всесоюзный кардиологический научный центр Академии медицинских наук СССР. Комплекс был построен в середине 1980-х для сотрудников центра.
Проектирование данного жилого комплекса началось еще 1974 году в рамках создания большого района Крылатское, проект которого разработал тот же коллектив архитекторов во главе с А. Г. Шапиро. В проекте района предполагалось повторное использование данных секций дома под различными углами компоновки секций, однако проект района не был реализован из-за начавшейся Олимпиады и реализация застройки района Крылатское началась в 1983 году по иному проекту под руководством архитектора Е. Н. Стамо. В итоге идеи, использованные при проектировании данного дома были применены коллективом архитектора А. Г. Шапиро в экспериментальном жилом районе «Северное Чертаново».
В 1976 году начались земляные работы, которые видны на спутниковых картах того времени, но только в 1983 году началось строительство самого дома, который был сдан в две очереди — крыло под № 2 в 1985 году, а под № 4 корпус 1 — в 1986 году. Причем в торцевой части были сделаны двухуровневые квартиры с длинными общественными межквартирными коридорами, чередующимися через этаж и имеющими ленточное остекление вдоль корпуса. Первый этаж всех корпусов выполнен из монолитных железобетонных опор, которые поддерживают монолитную плиту, фактически держащую сборный железобетонный каркас здания. Архитектура фасадов имеет оригинальное решение с облегченными навесными панелями бордового цвета, которые «закреплены» между горизонтальными узкими железобетонными панелями, которые до реконструкции в июле 2013 года были отделаны гранитной крошкой. Технический этаж, а также лифтовая башня до 2013 года имела отделку бежевым травертином.
Под зданием был построен гаражный комплекс.

## Известные жители
- Котёночкин, Вячеслав Михайлович[2]